# Lepanthes elegans
Lepanthes elegans är en orkidéart som beskrevs av Carlyle August Luer. Lepanthes elegans ingår i släktet Lepanthes och familjen orkidéer. Inga underarter finns listade i Catalogue of Life.